# Islandski ledenjaci
Islandski ledenjaci i ledene kape pokrivaju 11,1% površine zemlje (oko 11.400 km², od ukupne površine 103.125 km²) i imaju značajan utjecaj na pejsaž i meteorologiju Islanda.
Mnoge islandske ledene kape i ledenjaci nalazi se iznad vulkana, kao na primjer Bárðarbunga i Grímsvötn koji se nalaze ispod najvećeg lednjaka Vatnajökulla. Kaldera Grímsvötna je površine 100 km², a Bárðarbungu 60 km².
Islandska riječ za ledenjak je jökull.

## Popis ledenjak
|          | Ledenjak ili ledena kapa | Površina km² | Volumen km³ | Visina m | Koordinate                                    |
| -------- | ------------------------ | ------------ | ----------- | -------- | --------------------------------------------- |
| 1.       | Vatnajökull              | 8.300        | 3.100       | 2.109,6  | 64°24′N 16°48′W / 64.400°N 16.800°W           |
| 2.       | Langjökull               | 953          | 195         | 1.360    | 64°45′N 19°59′W / 64.750°N 19.983°W           |
| 3.       | Hofsjökull               | 925          | 208         | 1.765    | 64°49′N 18°49′W / 64.817°N 18.817°W           |
| 4.       | Mýrdalsjökull            | 596          | 140         | 1.493    | 63°40′N 19°06′W / 63.667°N 19.100°W           |
| 5.       | Drangajökull             | 160          |             | 925      | 66°09′N 22°15′W / 66.150°N 22.250°W           |
| 6.       | Eyjafjallajökull         | 78           |             | 1.666    | 63°38′N 19°36′W / 63.633°N 19.600°W           |
| 7.       | Tungnafellsjökull        | 48           |             | 1.535    | 64°45′N 17°55′W / 64.750°N 17.917°W           |
| 8.       | Þórisjökull              | 32           |             | 1.350    | 64°32′31″N 20°42′56″W / 64.54194°N 20.71556°W |
| 9.       | Eiríksjökull             | 22           |             | 1.672    | 64°46′24″N 20°24′34″W / 64.77333°N 20.40944°W |
| 10.      | Þrándarjökull            | 22           |             | 1.236    | 64°42′08″N 14°54′09″W / 64.70222°N 14.90250°W |
| 11.      | Tindfjallajökull         | 19           |             | 1.462    | 63°48′N 19°35′W / 63.800°N 19.583°W           |
| 12.      | Torfajökull              | 15           |             | 1.190    | 63°53′39″N 19°07′37″W / 63.89417°N 19.12694°W |
| 13.      | Snæfellsjökull           | 11           |             | 1.446    | 64°48′32″N 23°46′16″W / 64.80889°N 23.77111°W |
| 1. – 13. | najveći ledenjaci        | 11.181       |             | 2.109.6  |                                               |

Ovih 13 najvećih ledenjaka imaju ukupnu površinu od 11.181 km² ( oko11.400 km² zauzimaju svi ledenjaci).